# Ivan Ergić
Ivan Ergić (serbisk kyrilliska: Иван Ергић), född 21 januari 1981 i Šibenik i Jugoslavien (nuvarande Kroatien), är en australisk-serbisk före detta fotbollsspelare.
Ergić föddes i Šibenik men påbörjade sin fotbollskarriär i Australien med Perth Glory FC. Han är både australisk och serbisk medborgare och tränade vid Australian Institute of Sport som han betalade med stipendium. Han utsågs till årets U21-spelare i Australien säsongen 1998/1999.
2000 flyttade Ergić till Italien och Juventus, men gick på lån till FC Basel under säsongen, som senare skrev kontrakt med honom för 1,6 miljoner schweiziska franc. Han hann inte spela en enda ligamatch för Juventus.
I juni 2004 behandlades Ergić vid psykiatriska universitetet i Basel för en depression och hans framtid som professionell fotbollsspelare ifrågasattes. FC Basel behöll honom dock i laget och sedan 2005 har han ständigt spelat med goda resultat. Han är numera kapten i laget.
Ergić valde bort att spela för Australiens landslag till förmån för Serbien. 15 maj 2006 meddelades det att han hade tagits ut till serbiska landslaget till VM 2006.